# Rheinisches Missionshaus
Das Rheinisches Missionshaus (englisch Rhenish Mission House) ist ein historisches Verwaltungs- und Wohngebäude in der namibischen Ortschaft Omaruru. Es handelt sich um das älteste Bauwerk der Stadt.
Es ist seit 1985 ein Nationales Denkmal Namibias.

## Beschreibung
Das Haus besteht aus einem Flur, einer Küche und sieben weiteren Räumen. Es ist mit einem Gewölbedach aus Schilf und Ton bedeckt, das seit 1892 mit Wellblech belegt ist. Erste Teile des Hauses wurden 1868 durch Daniël Cloete errichtet. Vier Jahre später baute der Missionar Gottlieb Viehe der Rheinischen Missionsgesellschaft direkt nebenstehend ein Haus aus ungebrannten Tonsteinen. Hier übersetzte er 1874 das Neue Testament, die Liturgie und weitere christliche Schriften ins Otjiherero. Es handelt sich um die ersten schriftlichen Aufzeichnungen in dieser Sprache. Das Missionshaus wurde auch für politische Treffen und als Schule genutzt. Ab 1881 diente es zudem als Krankenhaus. Weitere Aus- und Umbauten fanden im Laufe der 1880er Jahre statt. 1934 stürzte nach ergiebigen Regenfälle das Cloete-Haus ein.